# Осовцы (Тернопольская область)
Осовцы (укр. Осівці) — село в Бучачской городской общине Чортковского района Тернопольской области Украини.
До 2020 года входило в Бучачский район.
Код КОАТУУ — 6121281201. Население по переписи 2001 года составляло 1018 человек.

## Географическое положение
Село Осовцы находится на левом берегу реки Стрыпа,
ниже по течению на расстоянии в 1,5 км расположено село Старые Петликовцы,
на противоположном берегу — сёла Бобулинцы и Белявинцы.
Через село проходит автомобильная дорога Т-2006.

## История
- 1453 год — первое упоминание как о селе Головче.
- В 1465 году село уже называется как Усовцы.

## Объекты социальной сферы
- Школа.
- Клуб.
- Фельдшерско-акушерский пункт.

## Достопримечательности
- Братская могила советских воинов.